# پاول مورینگ

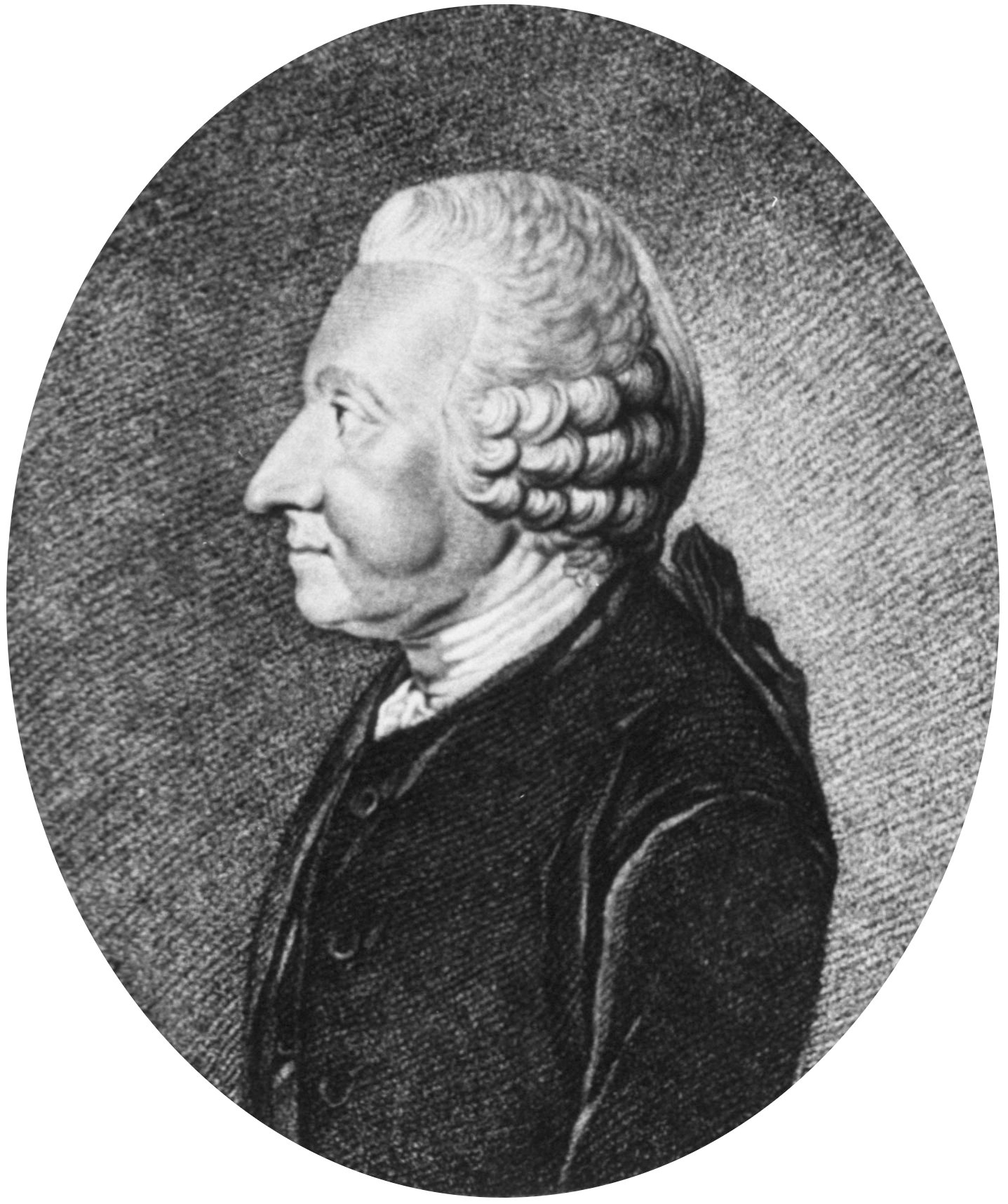
پاول مورینگ

پاول مورینگ به آلمانی: Paul Heinrich Gerhard Möhring (همچنین Paul Mohr؛ ۲۱ ژوئیه ۱۷۱۰ در یفر - ۲۸ اکتبر ۱۷۹۲) یک پزشک، گیاه‌شناس و جانورشناس آلمانی بود.
او پزشکی را در دانزیگ و ویتنبرگ خواند و پس از فارغ‌التحصیلی (۱۷۳۳) به عنوان پزشک عمومی در زادگاهش یفر ساکن شد. مورینگ پزشک شاهزاده آنهالت بود. در سال ۱۷۵۲او کتاب گونه‌های پرندگان را منتشر کرد، تلاشی اولیه برای طبقه‌بندی گونه‌های پرندگان، که پرندگان را به چهار طبقه تقسیم می‌کرد و آغاز گروه‌بندی‌های مدرن را نشان می‌داد.
در طول حرفهٔ طولانی خود، او مکاتباتی با آلبرشت فون هالر، لورنتس هایستر، کارل لینه، هانس اسلون و پل گوتلیب ورلهوف داشت. ردهٔ گیاه مورینگیا (خانواده میخکیان) به افتخار او توسط کارل لینه نامگذاری شد.

## زندگی
مورینگ بزرگ‌ترین فرزند از هشت فرزند کشیش متولد تسربست، گوتفرید ویکتور مورینگ و همسرش، سوفیا کاترینا توپکن، دختر منشی رسمی کنیف هاوزن (Kniphaus)، گرهارد هرمان توپکن بود. پدرش در زمان تولدش رئیس مدرسه استانی یفر بود و بعداً کشیش در ووپلز (از ۱۷۲۹) و منطقهٔ نوئنده (Neuende) (از ۱۷۳۴) بود. نام او برگرفته از نام پدربزرگش، کاردینال بزرگ زربستر و کشیش دربار، پل هاینریش مورینگ بود.
مورینگ پس از تحصیل در مدرسه ای که توسط پدرش در یفر اداره می‌شد، در سال ۱۷۲۹ برای تحصیل پزشکی در «دبیرستان آکادمیم» در دانزیگ رفت، جایی که او به ویژه تحت تأثیر آناتومیست یوهان آدام کولموس (۱۷۴۵–۱۶۸۹) و تاریخدان طبیعی یاکوب تئودور کلاین قرار گرفت. او دکترای خود را در ۱۵ سپتامبر ۱۷۳۳ در دانشگاه ویتنبرگ با پایان‌نامه مکانیک نظری التهاب خون (به آلمانی: De Inflammationis Sanguineae Theorica Mechanica) دریافت کرد. سپس به یفر بازگشت و به عنوان پزشک عمومی در آنجا ساکن شد. شاهزاده یوهان لودویگ دوم از Anhalt-Zerbst، که همچنین فرمانروای یفر بود، او را به عنوان پزشک شخصی و مشاور خصوصی خود در سال ۱۷۴۳ منصوب کرد. در ژوئن همان سال، مورینگ با جولیان دام در یفر ازدواج کرد. این زوج چهار فرزند داشتند که عبارتند از:
هاینریش گرهارد (۱۷۵۱؛ † ۱۲ اکتبر ۱۸۱۰)، مشاور دادگاه و پزشک دادگاه
نیکلاس لورنز († پس از ۱۸۱۱)
جان لودویگ (۱۸۳۵–۱۷۶۰)
مورینگ در ۶۸ سالگی نابینا شد، اما با کمک پسر و برادرزاده‌اش تا زمان مرگ به تمرین خود ادامه داد.

## کارهای اصلی
- ""در مورد نظریه مکانیکی التهاب خون"، ۱۷۳۳.
- ""داستان‌های دارویی"، ۱۷۳۹.
- "رده آویوم"، ۱۷۵۲.
- طبقه‌بندی پرندگان ۱۷۵۸.[۲]